# Шу, Теодор
Теодор Шу (нем. Teodor Schu; 3 апреля 1892, Толай, Санкт-Вендель — 24 августа 1965, Санкт-Вендель, Саар) — католический епископ, член монашеского ордена вербистов, ординарий епархии Яньчжоу.

## Биография
Родился 2 апреля 1892 года в Толае, Германия. В 1913 году вступил в монашеский орден вербистов. 23 сентября 1916 года был рукоположён в священники, после чего он отправился на миссию в Китай.
19 ноября 1936 года Святой Престол назначил его апостольским викарием апостольского викариата Яньчжоуфу и в этот же день он был рукоположён в епископа Августином Хеннингхаусом.
11 апреля 1946 года Римский папа Пий XII преобразовал апостольский викариат Яньчжоуфу в епархию Яньчжоу и Теодор Шу стал первым епископом этой епархии.
В 1964 году участвовал в работе II Ватиканском соборе.
Умер 24 августа 1965 года в Санкт-Венделе.